# Hennessy
Hennessy (Ге́ннессі, Енсі́) — один з найстаріших та найвідоміших французьких коньячних домів. Разом із французьким виробником шампанських вин Moët & Chandon входить до складу французького холдингу, виробника предметів розкоші, Louis Vuitton - Moët Hennessy. Hennessy виробляє понад 50 млн пляшок коньяку на рік і посідає перше місце у світі за продажем коньяку.

## Історія
- 1765 року капітан Річард Геннессі, який служив в ірландському батальйоні армії короля Франції Людовика XV, заснував компанію. Після отриманого поранення 1745 року його звільнили з армії, він оселився в містечку Коньяк, департамент Шаранта;[2]

- 1784 року Людовик XVI похвалив коньяк від Hennessy після ефектного подання;

- 1794 року — перші постачання коньяку Hennessy в Північну Америку;

- 1800 року — Жан Фію почав роботу в компанії як перший «майстер асамбляжу»;

- 1813 року — Жак Геннессі зареєстрував торгову марку «Jas HENNESSY & C°»;[3]

- 1817 року — майбутній король Великої Британії Георг IV розмістив замовлення на «an excellent pale eau-de-vie», який у майбутньому став Hennessy VSOP;

- 1840 року — після відкриття торгового представництва в Лондоні, понад 90 % продажів коньяку стали зорієнтовані на експорт;[4]

- 1856 року — відбулась презентація нової лицьової етикетки коньяку з маркою Jas HENNESSY & C° і емблемою Дому у вигляді руки, що тримає алебарду — відомої як Bras Armé;

- 1864 року — зареєстровано торгову марку та відкрито власний завод з розливу коньяку в пляшки;

- 1865 року — з метою захисту своєї продукції від частих підробок, Дім Hennessy став постачати коньяк у скляних пляшках, а не в дубових бочках, як це було раніше;

- 1865 року — Моріс Геннессі створив систему класифікації коньяку за віком — зірочки;
- 2018 — компанія Hennessy відчувала дефіцит виробництва, частково викликаний збільшенням попиту, дефіцитом пляшок і заморозками.[5]

## Продукція

### Класичні коньяки

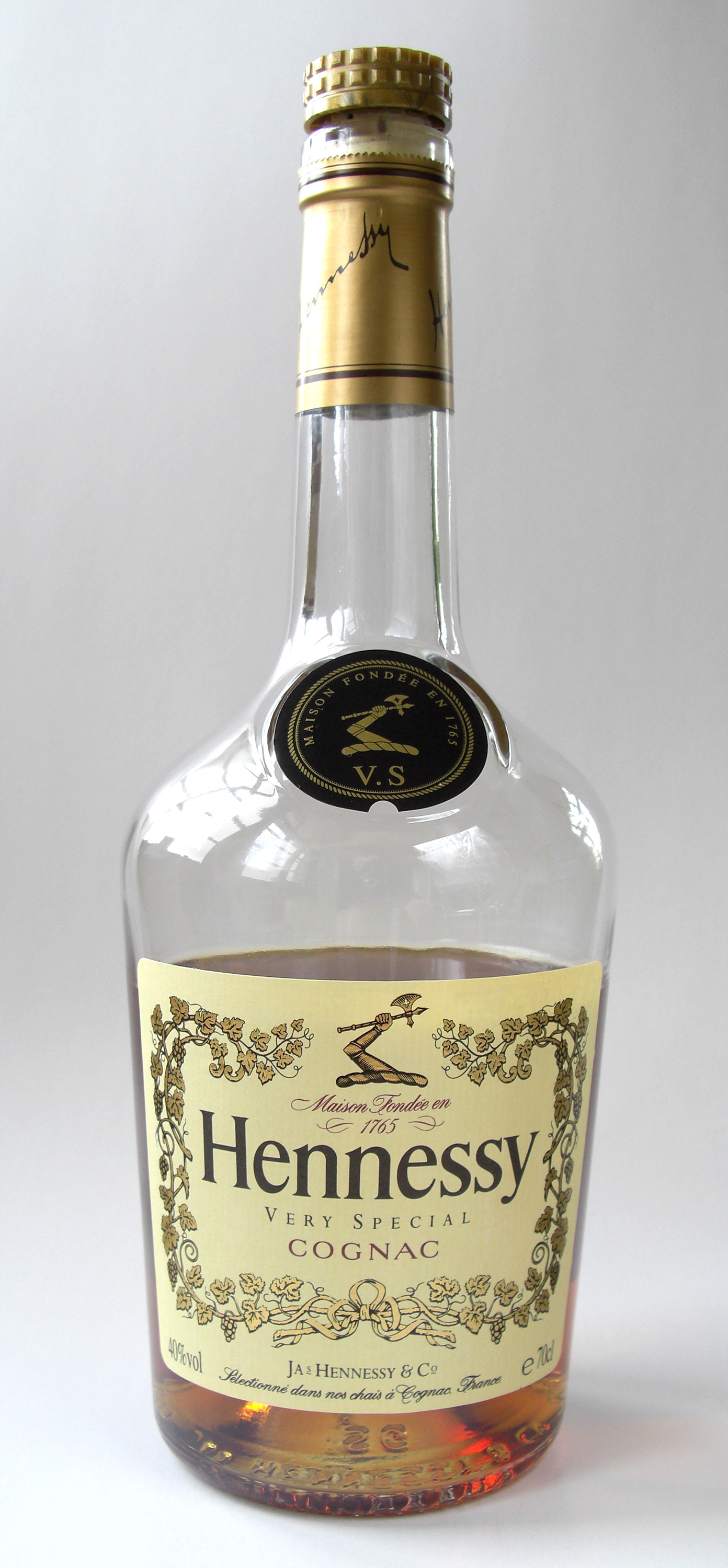
Hennessy V.S.

- Hennessy V.S. (Very Special) — створений 1865 року Морісом Геннессі, онуком засновника Дому, як перший коньяк із зазначенням віку, у вигляді трьох зірочок, на лицьовій етикетці пляшки.
- Hennessy V.S.O.P. Privilege (Very Superior Old Pale) — створений 1817 року на замовлення майбутнього короля Англії Георга IV.
- Hennessy X.O. (Extra Old) — створений 1870 року Морісом Геннессі для своїх друзів, як перший коньяк, із зазначенням віку eXtra Old cognac на лицьовій етикетці пляшки. 1947 року для коньяку була створена спеціальна пляшка, прикрашена орнаментом з виноградної лози.
- Hennessy Paradis — створений 1979 року Морісом Фію з унікальних коньячних спиртів, відібраних ще його дідом.
- Hennessy Richard — створений 1996 року Яном Фію на честь засновника Дому — Річарда Геннессі.

### Особливі коньяки
- Hennessy Library — створений як нагадування про ставлення сім'ї Геннессі до своїх коньяків, неначе до антикварних книг. Належить до проміжної категорії між VSOP і X.O.
- Hennessy Private Reserve — створений 1873 року Емілем Фію на замовлення Моріса Геннессі.
- Hennessy Private Reserve 1865 — створено 1865 року на відзнаку 100-річної річниці заснування Дому Геннессі. Перевиданий 2005 року.
- Hennessy Timeless — створений 1999 року на честь початку нового тисячоліття.
- Hennessy Ellipse (випущено 2000 пляшок).
- Hennessy Mathusalem — ексклюзивний колекційний коньяк (лише 300 примірників) у 6-літровій пляшці, вміщеній у дорожню валізу з натуральної шкіри.
- Hennessy 888 — спеціальний подарунковий набір на честь відкриття літньої Олімпіади в Пекіні, яке відбулося 8 серпня 2008 року (8. 08. 08). У набір входить пляшка Hennessy XO і 2 келихи з кришталю Baccarat.
- Hennessy 44 Limited Edition — коньяк, присвячений інавгурації 44-го президента США Барака Обами. На етикетці пляшки присутня печатка з датою інавгурації — 20 січня 2009 року[6].

## Майстри Дому
- Жан Фію (фр. Jean Fillioux) 1800—1838
- Крістоф Фію (фр. Christophe Fillioux) 1838—1859
- Еміль Фію (фр. Emile Fillioux) 1859—1890
- Альфред Фію (фр. Alfred Fillioux) 1890—1941
- Раймон Фію (фр. Raymond Fillioux) 1941—1958
- Моріс Фію (фр. Maurice Fillioux) 1958—1991
- Ян Фію (фр. Yann Fillioux) 1991 — нині